# 정극영
정극영(鄭克永, 1067년 ~ 1127년)은 고려의 문신으로, 본관은 김포(金浦), 초명은 정극공(鄭克恭), 자는 사고(師古)이다.

## 생애
젊어서부터 총명하고 민첩하며 공부를 좋아하여, 1094년(선종 11) 과거에 장원으로 급제했다.
1104년(숙종 9) 추밀원사(樞密院使) 최홍사(崔弘嗣)를 따라 송에 들어갔는데, 문장에 뛰어났기에 저술로써 중국 사람들의 칭송을 받았으며, 1106년(예종 2) 내인(內人)으로서 사천소감(司天少監) 최자현(崔資賢), 태사령(太史令) 음덕전(陰德全)·오지로(吳知老), 주부동정(注簿同正) 김위제(金謂磾) 등과 함께 서경(西京)에 가서 용언(龍堰)의 옛터를 보고 돌아왔다.
그 후 서경유수판관(西京留守判官)·예부원외랑(禮部員外郞)을 역임하다가, 1116년(예종 11) 보문각직학사(寶文閣直學士)에 임명되었다.
이 무렵 정극영(鄭克永)으로 개명했다.
1118년(예종 13) 이지미(李之美)와 함께 송에 가서, 송나라 황제가 친히 고려 유학생 권적(權適, 1094년 ~ 1147년) 등에게 제과(制科)를 베풀고 어필(御筆)과 조서(詔書)를 하사한 데 대하여 사례했으며, 이듬해 국자좨주(國子祭酒)·좌간의대부(左諫議大夫)에 임명되었다.
1120년(예종 15) 국자좨주·중서사인(中書舍人)으로 임명되었는데, 다음과 같은 표문을 올려 왕에게 신하들을 두루 만나 간언을 들을 것을 요청했다.
| “ | 신이 듣건대, 충성은 반드시 보답을 받으며 신의는 의심을 받지 않는다고 하였습니다. 옛날에도 그러하였는데 지금이야말로 참으로 이 말을 받아들일만 합니다. 쌓은 땔감나무 아래에 불을 질러 놓고 그 위에 자면서, 아직 불길이 다가오지 않았으니 안전하다고 말한다든지, 병을 뱃속에 기르면서 고치지 않으면 뒤에 반드시 고질이 될 것인데도 전혀 깨닫지 못하는 것처럼, 지금 되어가는 형세를 생각해 보면 정말 통탄할 만합니다. 신이 『전한서 前漢書』를 살펴보니 ‘천하의 환란은 기초가 무너지는 일에서부터 시작된다. 진섭(陳涉)이 시골구석에서 일어나 팔을 걷어붙이고 크게 소리치자 천하 사람들이 그를 따랐으니 그 까닭은 무엇인가? 백성이 곤궁한데도 위에서는 구휼하지 않고, 아래에서 원망하는데도 위에서는 알지 못했으며, 풍속이 어지러워졌어도 정치가 이를 바로 잡지 못했기 때문이다. 이 세 가지는 진섭이 밑천으로 여긴 것으로 이것이 바로 기초가 무너진다고 하는 것이다.’고 하였습니다. 이로써 살펴보건대 신도 또한 참을 수가 없습니다. 국가의 정령(政令)이 문란하고 임금과 신하의 도리는 쇠퇴하였으며, 어지러운 것에 익숙해져 있고 위태로운 것을 편안하게 여겨 바로잡거나 반성함이 없고, 재앙과 변란에 길들여져 스스로 깨달아 알지 못합니다. 도는 그저 옛 습관에 따라 행하는 것을 귀하게 여기고, 귀는 경계와 가르침을 막아버렸습니다. 혹은 공명정대한 사람을 멀리하고서 그를 못난 사람으로 여기고, 혹은 권세 있는 높은 벼슬아치를 가까이 하고 믿으면서 그를 뛰어나게 현명한 자로 여깁니다. 혹은 망설이면서 무엇을 따라야 할지 분별하지 못하며, 혹은 편벽되게 사람을 믿으면서 미혹되는 줄을 모르고 있습니다. 마음대로 속여도 바로잡을 수 없으며, 지혜로운 것과 어리석은 것이 뒤섞여 분별할 수가 없습니다. 하물며 근년에는 백성이 부역에 고통을 받고 있으며, 큰 전쟁이 일어난 뒤에 해마다 흉년이 들었는데도, 정책을 수립하는 자들은 헛된 법으로 민심을 흔들고, 관직을 맡은 자들은 가혹한 정치로 국체를 훼손시키니, 조정과 민간의 재정은 고갈되고 간악한 무리들만 불꽃처럼 일어났습니다. 위로는 나라의 기강을 해이하게 하고, 아래로는 많은 의견들을 막아버리니, 만약 사변이 한 번 일어나면 비록 탄식한들 무엇하겠습니까? 엎드려 생각하건대, 폐하께서는 성스러운 지혜를 천성적으로 타고나시어 총명함을 자부하시면서, 옛 성현을 낡은 자취로만 여기시고 당대의 재능있는 신하들을 그저 자리만 채우는 사람들로 여기고 계십니다. 밤낮으로 옛 일을 상고하는 부지런함이 없으시고 관직에 인재를 맞아들이지 않으십니다. 안으로는 나라를 굳게 유지할 힘을 지닌 종실이 미약하며, 밖으로는 사직을 받들어 보위할 충성을 가진 측근이 드문데도, 노상 친근히 지내는 무리들과만 어울리시고, 측근에 있는 자들은 함부로 교묘한 말을 올리며 재앙의 바탕을 만들어내고 있습니다. 폐하께서는 고립된 처지로 스스로 아무 대책을 세우지 못하시고, 조정의 신하들은 한숨만 쉬며 감히 간쟁을 하지 못합니다. 그러므로 신은 팔을 걷어붙이고 마음 아파하다가 피눈물을 흘리면서 대궐의 문을 두드렸고, 근래에는 습유(拾遺) 한충(韓冲)과 함께 각각 상소하여 이 일을 모두 말씀드렸습니다. 또한 재신과 간관들이 여러 인재들을 불러들여 만나보실 것을 계속 요청하였사오나, 지금까지도 윤허를 받아 시행된 것을 보지 못하였으므로, 목을 늘이고 발돋움하며 기다리다가 방황하고 탄식한지가 오래 되었습니다. 엎드려 바라옵건대, 폐하께서는 빨리 허심탄회한 마음으로 뛰어난 선비를 널리 불러들여 조정의 기강이 문란하게 된 이유를 살피시고 정치의 길이 잘못되게 된 원인을 분변하셔야 합니다. 또 무엇을 시행하면 나라의 정세가 안정될 수 있으며 무슨 혜택을 베풀면 백성들이 살아갈 수 있을까 하는 문제를 근본적으로 따져서 미래에 대비함으로써 온화한 기운이 나라 구석구석까지 가득 차게 하시면, 태평성대가 천지 사이에 펼쳐질 수 있을 것입니다. 또 저는 폐하께서 저를 졸렬하여 믿지 못할 자라 여기시거나 혹은 저의 말이 간절하긴 하나 증거가 부족하다고 여기시고서 팽개치시고 논의조차 하지 않으실지 알 수가 없습니다. 표를 올리면서 아직도 이런 미심쩍음이 남아 있기에, 삼가 당나라 육지(陸贄)가 봉천(奉天)에서 조정의 신하를 불러들여 만나보기를 황제에게 요청했던 표문 한 통을 베껴 저의 표에 붙여 아뢰나이다. | ” |

같은 해 청연각(淸讌閣)에서 왕에게 『예기 禮記』의 월령편(月令篇)을 강론했고, 1122년(인종 즉위년) 한림학사(翰林學士)에 임명되었다.
같은 해 인종(仁宗)이 즉위하자 보문각학사(寶文閣學士) 박승중(朴昇中), 보문각대제(寶文閣待制) 김부식(金富軾)과 함께 편수관(編修官)에 임명되어 『예종실록』의 편찬을 지시받았고., 얼마 후 보문각학사로 옮겼으나, 한안인(韓安仁)의 이종4촌 동생이라는 이유로 이자겸(李資謙)의 미움을 받아 남쪽 변방으로 유배되었다.
이자겸이 패망한 후인 1127년(인종 5) 소환되어 동경 유수(東京留守)로 복직되었고, 얼마 후 판위위시사(判尉衛寺事)·한림학사(翰林學士)·지제고(知制誥)로 옮겼으나, 그 해에 61세로 졸했다.

## 가족 관계
- 아버지 - 정근(鄭僅, ? ~ 1088년)[3] : 증(贈) 검교군기감(檢校軍器監)
- 어머니 - 문하시랑동중서문하평장사(門下侍郞同中書門下平章事), 광문공(匡文公) 김행경(金行瓊)의 차녀[3]
  - 부인 - 수태보(守太保)·문하시랑동중서문하평장사·판이예부사(判吏禮部事), 예숙공(譽肅公) 최석(崔奭, ? ~ 1099년)의 딸[5]
  - 이종4촌형 - 한안인(韓安仁, ? ~ 1122년) : 중서시랑평장사(中書侍郞平章事), 문열공(文烈公)